# Oriol Gaset
Oriol Gaset (Barcelona, 1 de abril de 1979) es un artista marcial mixto español que actualmente compite en la categoría de peso ligero.

## Carrera de artes marciales mixtas

### Como amateur
Gaset posee un récord de 6-0-1 en su carrera como amateur (4 victorias por sumisión).

### Últimos combates
Gaset se enfrentó a Jacob Pettett el 14 de septiembre de 2012 en PWP 5: Magalhães vs. Brown. Gaset ganó la pelea por sumisión en la primera ronda.
El 16 de noviembre de 2012, Gaset se enfrentó a Greg Atzori en K-Oz Entertainment: Bragging Rights 4. Gaset ganó la pelea por decisión unánime.
Gaset se enfrentó a Sonny Brown el 16 de febrero de 2013 en Brace for War 19 por el campeonato de peso ligero. Gaset ganó la pelea por nocaut técnico en la primera ronda y de esta manera se adjudicó el título.
Gaset se enfrentó a Anton Kuivanen el 14 de diciembre de 2013 en Grand Combat Entertainment. Gaset perdió la pelea por nocaut en la primera ronda.
El 29 de noviembre de 2014, Gaset se enfrentó a Daniel Requeijo en AFL 2. Gaset ganó la pelea por parada médica.
El 13 de junio de 2015, Gaset se enfrentó a Tommy Maguire en British Challenge MMA 11. Gaset perdió la pelea por sumisión en la primera ronda.
Gaset se enfrentó a J.J. Ambrose el 31 de octubre de 2015 en Hex Fight Series 4. Gaset perdió la pelea por sumisión en la primera ronda.
El 21 de noviembre de 2015, Gaset se enfrentó a Kieran Joblin en Brace 37. Gaset perdió la pelea por parada médica en la primera ronda.

## Campeonatos y logros
- Brace for War
  - Campeón de Peso Ligero (Una vez, actual)

- UCKB-MMA
  - Campeón de Peso Wélter (Una vez, actual)

- Botnia Punishment
  - Campeón de Peso Ligero (Una vez, actual)

## Récord en artes marciales mixtas
| Resultado | Récord | Oponente              | Método                      | Evento                                | Fecha                    | Ronda | Tiempo | Localización | Notas                                      |
| --------- | ------ | --------------------- | --------------------------- | ------------------------------------- | ------------------------ | ----- | ------ | ------------ | ------------------------------------------ |
| Derrota   | 16–11  | Kieran Joblin         | TKO (parada médica)         | Brace 37                              | 21 de noviembre de 2015  | 1     | 2:51   | Canberra     |                                            |
| Derrota   | 16–10  | J.J. Ambrose          | Sumisión (guillotine choke) | Hex Fight Series 4                    | 31 de octubre de 2015    | 1     | 2:57   | Melbourne    |                                            |
| Derrota   | 16–9   | Tommy Maguire         | Sumisión (kimura)           | British Challenge MMA 11              | 13 de junio de 2015      | 1     | 2:45   | Colchester   |                                            |
| Victoria  | 16–8   | Daniel Requeijo       | TKO (parada médica)         | AFL 2                                 | 29 de noviembre de 2014  | 1     | 5:00   | Fuenlabrada  |                                            |
| Derrota   | 15–8   | Anton Kuivanen        | KO (rodillazo al cuerpo)    | Grand Combat Entertainment            | 14 de diciembre de 2013  | 1     | 1:03   | Salo         |                                            |
| Victoria  | 15–7   | Sonny Brown           | TKO (golpes)                | Brace for War 19                      | 16 de febrero de 2013    | 1     | 2:31   | Sídney       | Ganó el Campeonato de Peso Ligero de BFW.  |
| Victoria  | 14–7   | Greg Atzori           | Decisión (unánime)          | K-Oz Entertainment: Bragging Rights 4 | 16 de noviembre de 2012  | 3     | 5:00   | Perth        |                                            |
| Victoria  | 13–7   | Jacob Pettett         | Sumisión (armbar)           | PWP 5: Magalhães vs. Brown            | 14 de septiembre de 2012 | 1     |        | Cronulla     |                                            |
| Victoria  | 12–7   | Nick Patterson        | Sumisión (armbar)           | Shamrock Events: Kings of Kombat 6    | 17 de marzo de 2012      | 2     | 4:59   | Keysborough  |                                            |
| Derrota   | 11–7   | Joe Duffy             | TKO (codazo)                | Cage Warriors FC 42                   | 28 de mayo de 2011       | 1     | 2:46   | Cork         |                                            |
| Derrota   | 11–6   | Cristiano Marcello    | Decisión (mayoritaria)      | Nitrix Champion Fight 6               | 19 de febrero de 2011    | 3     | 5:00   | Brusque      |                                            |
| Victoria  | 11–5   | Makhtar Gueye         | KO (rodillazo y golpes)     | BP 9: Animal Factory                  | 9 de octubre de 2010     | 2     | 0:27   | Vaasa        | Ganó el Campeonato de Peso Ligero de BP.   |
| Derrota   | 10–5   | Mick Sinclair         | Sumisión (guillotine choke) | Almogavers 4                          | 12 de junio de 2010      | 1     |        | Barcelona    |                                            |
| Derrota   | 10–4   | Jarkko Latomaki       | Sumisión (guillotine choke) | Cage 12: Champions are Born           | 28 de febrero de 2010    | 1     | 1:48   | Vantaa       |                                            |
| Victoria  | 10–3   | Saulius Bucius        | TKO (golpes)                | Cage 11: Battle of Nations            | 21 de noviembre de 2009  | 1     | 3:49   | Riihimäki    |                                            |
| Victoria  | 9–3    | Thomas Hytten         | TKO (golpes)                | SC 3: Untamed                         | 30 de mayo de 2009       | 2     | 4:50   | Estocolmo    |                                            |
| Victoria  | 8–3    | Pasi Maliniemi        | TKO (slam)                  | Oulu Fight                            | 28 de marzo de 2009      | 1     | 3:12   | Oulu         |                                            |
| Derrota   | 7–3    | Reza Madadi           | Sumisión (guillotine choke) | Furious Fighting Championship 2       | 21 de febrero de 2009    | 1     | 2:38   | Casablanca   |                                            |
| Victoria  | 7–2    | André Mineus          | Decisión (unánime)          | SC 2: Resurrection                    | 25 de octubre de 2008    | 3     | 5:00   | Estocolmo    |                                            |
| Victoria  | 6–2    | Driss El Bakara       | KO (golpes)                 | Furious Fighting Championship 1       | 7 de marzo de 2008       | 1     | 3:29   | Rosas        |                                            |
| Victoria  | 5–2    | Paul Jenkins          | TKO (golpes)                | Cage Kombat 6                         | 17 de febrero de 2008    | 2     | 4:49   | Edimburgo    |                                            |
| Derrota   | 4–2    | Che Mills             | Sumisión (rear-naked choke) | CFS: D-Day                            | 12 de mayo de 2007       | 1     | 1:22   | Reino Unido  |                                            |
| Victoria  | 4–1    | Azz Edi               | TKO (golpes)                | Hummer Man Fight                      | 14 de abril de 2007      | 1     |        | Guadalajara  |                                            |
| Derrota   | 3–1    | Chedey Jiménez García | TKO (patada de fútbol)      | KO: Arena 6                           | 27 de enero de 2007      | 3     | 1:15   | España       |                                            |
| Victoria  | 3–0    | Mark Harrison         | Decisión (unánime)          | UKMMAC 17                             | 26 de noviembre de 2006  | 3     | 5:00   | Londres      |                                            |
| Victoria  | 2–0    | Juan Carlos Portillo  | TKO (golpes)                | UCKB: Que Dolor de Cabeza             | 12 de febrero de 2006    | 2     | 2:39   | Barcelona    | Ganó el Campeonato de Peso Wélter de UCKB. |
| Victoria  | 1–0    | Igor Dimoski          | TKO (golpes)                | Shooto: Switzerland 3                 | 10 de diciembre de 2005  | 2     |        | Zúrich       |                                            |